# Saraca declinata
Thô hay vàng anh hoa nhỏ (Saraca declinata) là một loài thực vật thuộc họ Fabaceae. Đây loài hoa biểu tượng của tỉnh Yala, Thái Lan.
Loài này phân bố ở Thái Lan, Myanmar, Việt Nam (Vườn quốc gia Phong Nha - Kẻ Bàng). Loài này được du nhập vào Ceylon.